# O Caso Collini
Der Fall Collini (bra/prt:O Caso Collini) é um filme alemão de 2019 dirigido por Marco Kreuzpaintner. É baseado no livro homônimo de Ferdinand von Schirach, sobre um advogado novato que assume a defesa do arguido no caso do assassinato de um industrial proeminente.

## Elenco
- Elyas M'Barek - Caspar Leinen
- Heiner Lauterbach - Richard Mattinger
- Alexandra Maria Lara - Johanna
- Franco Nero - Fabrizio Collini
- Rainer Bock - Prosecutor Reimers
- Manfred Zapatka - Hans Meyer
- Jannis Niewöhner - Hans Meyer jovem

## Recepção
No agregador de críticas Rotten Tomatoes, o filme tem uma taxa de aprovação de 83% com base em 12 opiniões. Tomris Laffly, escrevendo para o site Roger Ebert disse que o filme "não consegue superar certos clichês, embotado ainda mais por performances rígidas e uma manipulação desajeitada dos períodos de tempo entrelaçados do filme."
Dwight Brown, em sua crítica no National Newspaper Publishers Association avaliou o filme como um "suspense inflexível, um tema notável sobre justiça e leis injustas, elementos de produção muito profissionais e uma aula de história fazem de The Case Collini um cinema profundamente absorvente."